# ژان-کریستوف بولیون
ژان-کریستوف «ژول» بولیون (فرانسوی: Jean-Christophe "Jules" Boullion‎؛ زادهٔ ۲۷ دسامبر ۱۹۶۹ در سن-بریو) رانندهٔ مسابقات اتومبیل‌رانی اهل فرانسه است که در فصل ۱۹۹۵ در مجموع در یازده گراند پری از مسابقات جهانی فرمول یک شرکت کرد.
بولیون در طول دوران فعالیت خود در فرمول یک، ۳ امتیاز را به نام خود به‌ثبت رساند.